# Prades-le-Lez
 Prades-le-Lez  es una población y comuna francesa, situada en la región de Occitania, departamento de Hérault, en el distrito de Montpellier y cantón de Saint-Gély-du-Fesc.

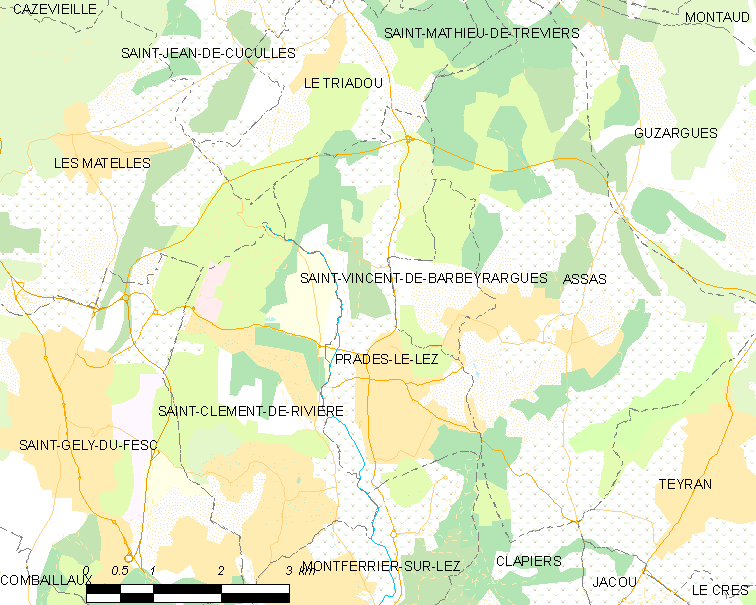
Mapa

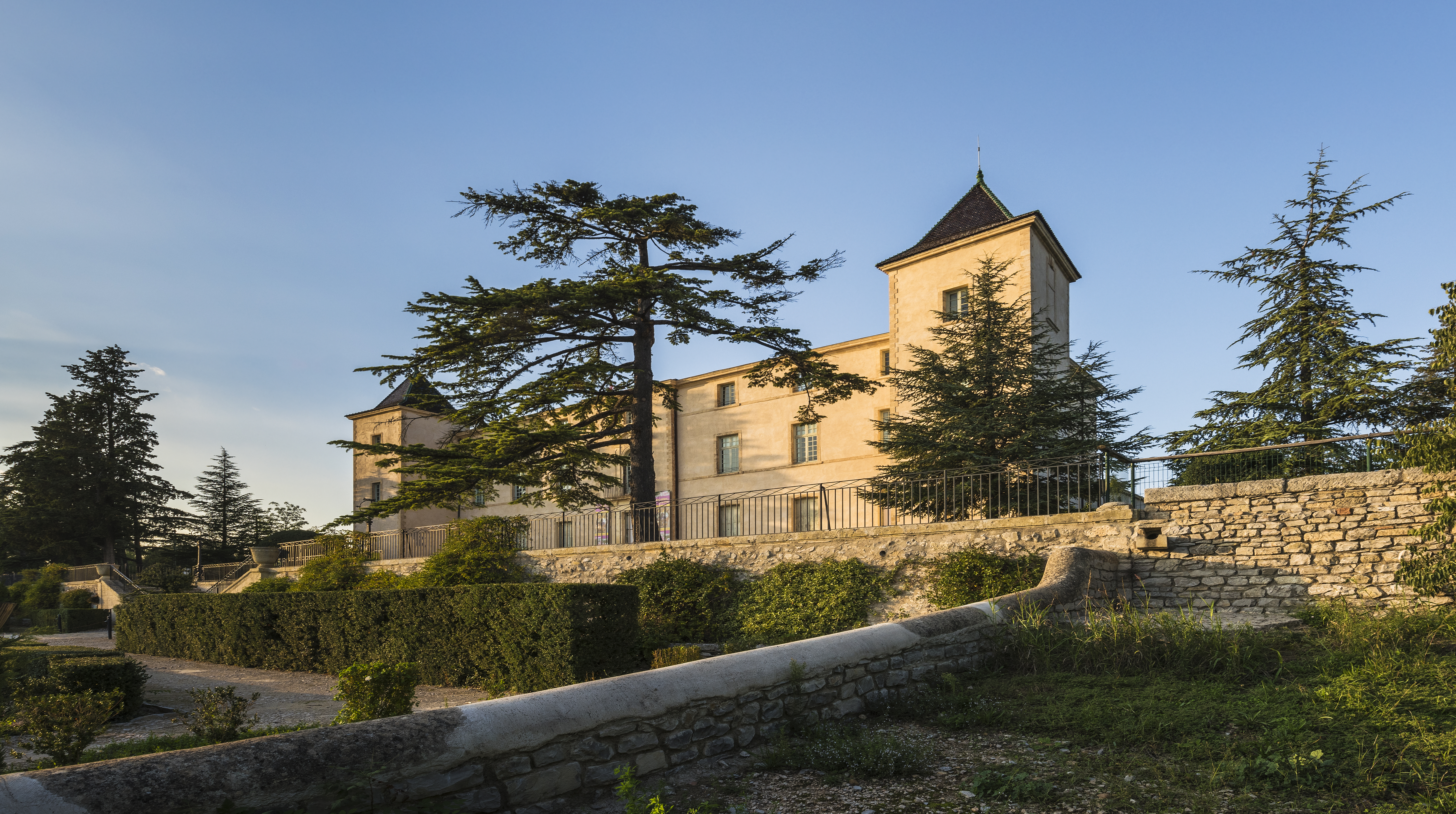

## Demografía
| 523 | 704 | 917 | 1538 | 3604 | 4361 | 4954 |
| Para los censos de 1962 a 1999 la población legal corresponde a la población sin duplicidades (Fuente: INSEE [Consultar]) |     |     |      |      |      |      |